# Норт (Південна Кароліна)
Норт (англ. North) — місто (англ. town) в США, в окрузі Оранджберг штату Південна Кароліна. Населення — 696 осіб (2020).

## Географія
Норт розташований за координатами 33°37′1″ пн. ш. 81°6′10″ зх. д. / 33.61694° пн. ш. 81.10278° зх. д. (33.616837, -81.102827).  За даними Бюро перепису населення США в 2010 році місто мало площу 2,13 км², уся площа — суходіл. В 2017 році площа становила 2,25 км², уся площа — суходіл.

## Демографія
Згідно з переписом 2010 року, у місті мешкали 754 особи в 332 домогосподарствах у складі 199 родин. Густота населення становила 353 особи/км².  Було 415 помешкань (194/км²).
Расовий склад населення:
| - 48,5 % — білих - 47,2 % — чорних або афроамериканців - 0,8 % — корінних американців - 0,1 % — азіатів |

До двох чи більше рас належало 3,3 %. Частка іспаномовних становила 0,8 % від усіх жителів.
За віковим діапазоном населення розподілялося таким чином: 22,1 % — особи молодші 18 років, 60,5 % — особи у віці 18—64 років, 17,4 % — особи у віці 65 років та старші. Медіана віку мешканця становила 42,5 року. На 100 осіб жіночої статі у місті припадало 88,0 чоловіків;  на 100 жінок у віці від 18 років та старших — 81,7 чоловіків також старших 18 років.
Середній дохід на одне домашнє господарство  становив 42 758 доларів США (медіана — 23 750), а середній дохід на одну сім'ю — 57 247 доларів (медіана — 35 938). За межею бідності перебувало 35,0 % осіб, у тому числі 49,2 % дітей у віці до 18 років та 18,4 % осіб у віці 65 років та старших.
Цивільне працевлаштоване населення становило 251 особа. Основні галузі зайнятості: освіта, охорона здоров'я та соціальна допомога — 26,3 %, роздрібна торгівля — 18,7 %, науковці, спеціалісти, менеджери — 8,8 %, транспорт — 6,8 %.